# Lindsay (Kalifornien)
Lindsay ist eine amerikanische Stadt im Tulare County im US-Bundesstaat Kalifornien. Das U.S. Census Bureau hat bei der Volkszählung 2020 eine Einwohnerzahl von 12.659 ermittelt. Die Stadt befindet sich bei den geographischen Koordinaten 36,21° Nord, 119,09° West. Das Stadtgebiet hat eine Größe von 6,2 km².